# Sexion d'Assaut
La Sexion d'Assaut è un gruppo hip hop francese fondato dal rapper di origini ivoriane L.I.O e composto da altri sette membri, cresciuti a Parigi.

## Storia
Nell'arco di tempo che va dal 2002 al 2009, i Sexion d'Assaut hanno pubblicato Le renouveau (street album), Les chroniques du 75 Vol. 2 (mixtape), La terre du milieu (mixtape), ecc.
Il 2 maggio 2009 il gruppo pubblica il secondo e ultimo street album, L'écrasement de tête, che riscuote un buon successo in tutta la Francia.
Il 29 marzo 2010 la band pubblica il primo album ufficiale, L'école des points vitaux, che nella prima settimana vende 19 000 copie e si guadagna il disco d'oro, successivamente guadagna anche il disco di diamante con 400 000 copie vendute.
Nella primavera del 2011 la band pubblica il suo quarto mixtape, Les chroniques du 75 Vol. 2 .
Il 5 marzo del 2012 esce il secondo album, L'apogée, che conquista il disco d'oro e il disco di platino.
A fine anno 2020 il gruppo lancia sui social network un conto alla rovescia, che rivela il loro ritorno sulla scena con un tour europeo nel 2021, in seguito spostato nel 2022 a causa della pandemia di coronavirus.

## Formazione
- L.I.O., pseudonimo di Lionel Dahi
- Gims, pseudonimo di Gandhi Bilel Djuna
- Black M, pseudonimo di Alpha Diallo
- Lefa, pseudonimo di Karim Fall
- Barack Adama, pseudonimo di Adama Diallo
- JR O Crom, pseudonimo di Karim Ballo
- Maska, pseudonimo di Bastien Vincent
- Doomams, pseudonimo di Mamadou Baldé

## Ex componenti
- Balistik aka Balo (2002-2009)
- R-Mak (2002-2008)
- Makadam (2002-2008)
- Desdes (2002-2006)
- K.A.N.M.S (2002-2005)
- Scrib'R (2002-2004)
- Akeur (2002-2004)
- Rod'R (2002-2004)
- Anraye (2004-2007)

## Discografia

### Album in studio
- 2010 – L'école des points vitaux
- 2012 – L'apogée
- 2022 – Le retour des rois

### Mixtape / Street-Album
- 2004 – La Maxi Dépouille
- 2005 – La terre du milieu
- 2008 – Le renouveau
- 2009 – L'écrasement de tête
- 2009 – Les chroniques du 75 Vol. 1
- 2011 – Les chroniques du 75 Vol. 2

### EP
- 2005 – Le pacte

## Videografia

### Album video
- 2011 – Les chroniques du 75 Vol. 2
- 2012 – Concert Live Bercy